# Tatra 810
Tatra T 810 — среднетоннажный грузовик производимый чешской компанией Tatra. Он заменил грузовик Praga V3S в армии Чешской Республики. В отличие от других грузовиков компании Tatra, он использует не классический двигатель с воздушным охлаждением и традиционную для Tatra концепцию хребтового шасси и качающихся полуосей, а обычную архитектуру грузовиков с обычной рамой. В основном предназначен для применения в сложных условиях местности. Гражданская версия Т 810-С была представлена в 2010 году.

## История
В начале 1990-х годов чешская армия стремилась заменить свой устаревший парк среднетоннажных грузовиков, который был представлен моделью Praga V3S, запущенной в производство еще в 1953 году. Процедура отбора была выиграна компанией Roudnické slévárny a strojírny с их проектом ROSS R210. Многие компоненты R210 были переданы компанией Renault на аутсорсинг. С 1996 года компания поставила 15 машин для испытаний, после чего должна была начаться серийная поставка машин, однако в 1998 году чешская армия расторгла контракт. После этого компания много инвестировала в разработку грузовика и впоследствии обанкротилась.
В 2002 году компания Tatra купила документацию и права на грузовик R210, чтобы выйти на рынок среднетоннажных грузовиков (от 3,5 до 12 тонн), так как все модели, которые предлагала компания, относились к классу тяжелых грузовиков. Компания намеревалась модернизировать первоначальный проект, а также надеялась, что чешская армия заменит свой парк из 4000 Praga V3 (в то время как Tatra снабжала армию тяжелыми грузовиками ещё со времен Первой мировой войны). Tatra скооперировалась с другими компаниями для совместной работы над проектом; например, Praga должна была поставлять коробки передач и портальную ось. Остальные компоненты должна была поставить Renault (двигатель, кабина).
В 2005 г. правительство Чехии одобрило приобретение грузовиков T810 в августе 2005 года, а поставки в армии начались в апреле 2008 г.

В 2017 году Tatra 810 4x4 установила мировой рекорд, преодолев самое высокое искусственно созданное препятствие, искусственный барьер под названием Brut Monster, который является одним из самых экстремальных искусственных барьеров в своем роде. Грузовик сумел подняться и спуститься на 146 %, соответственно превзойдя наклон в 55° и препятствия высотой в 7,5 метра.

## Операторы
- Чехия
- Саудовская Аравия[7]
- ОАЭ[7]